# ひなこのーと
『ひなこのーと』は、三月による日本の4コマ漫画作品である。
『月刊コミックアライブ』（KADOKAWA・メディアファクトリー）内の雑誌内雑誌だった『コミックキューン』にて2014年10月号より連載を開始。『コミックキューン』が2015年10月号より独立創刊後は同誌に移行し、2021年3月号まで連載された。なお、同誌独立創刊号発売と同じく2015年8月27日に、『パンでPeace!』、『ニョロ子の生放送!』とともにキューンコミックス創刊第1弾として単行本第1巻が発売された。
2017年4月から同年6月まで、テレビアニメが放送された。
主人公がアパートや学校の仲間と繰り広げる、“同居型演劇コメディ”である。

## あらすじ
口下手であがり症の桜木ひな子は、これを克服するため、憧れの藤宮女子高校の演劇部に入ろうと上京する。下宿先は古本屋「ひととせ荘」で、本を食べる少女がいたうえ、高校の演劇部はすでに廃部になったと聞かされる。

## 登場人物
主要登場人物（ひな子、くいな、真雪、千秋）のフルネームには季語が含まれている。
桜木 ひな子（さくらぎ ひなこ）
声 - M・A・O、栗本有規（幼少期）
学年 - 高等部1年生 / 血液型 - A型 / 誕生日 - 4月30日 / 星座 - 牡牛座 / 身長 - 160cm / 体重 - 52kg
本作の主人公。髪型はピンク色のおさげ髪。人見知りであがり症のため、人前で緊張するとかかしのように棒立ちしてしまう。根はおとなしくて頑張り屋な性格。頭に小鳥の鳥太郎を乗せていることが多い。
早とちりしやすい面があり、悪気なしで酷いことを言うことがある。スタイルが抜群であり、特に胸の事でゆあの嫉妬を買っている。
人と話すことは苦手だが動物には好かれ、小学生の頃は畑に立ち、かかしとして働かされていた。
藤宮女子高校の演劇部の劇を見て感動し、入部をめざして上京したが、高校に入ってからも緊張してかかしのように硬直してしまうことがある。
歌が上手くプロポーションも良い為、ルリ子から文化祭における演劇のヒロイン役を任命される。本番ではアドリブでハプニングを乗り切り、見事成功させた。
母親（声 - 佐藤奏美）も登場している。
鳥太郎（とりたろう）
声 - 高橋伸也
黄色いヒヨコのような外見をした小鳥。男のような野太い鳴き声で「ピ!」「チ!」などと発音する。常にひな子の周囲に現れては、彼女のピンチ時にフォローを行っており、また会話もしている模様。複数おり、テレビアニメ版のクレジットでは「鳥太郎's」と表記されることもある。
夏川 くいな（なつかわ くいな）
声 - 富田美憂、内藤穂之香（幼少期）
学年 - 高等部1年生 / 血液型 - AB型 / 誕生日 - 7月7日 / 星座 - かに座 / 身長 - 155cm / 体重 - 42kg
ひととせ荘の住人で、ひな子のクラスメイト。青色のロングヘアーでアホ毛があり、動物の耳のように外にはねた髪型が特徴。プラス思考で明るい性格。食べることに執着心があり、食べ物に関する話があるとテンションが上がる。底なしの胃袋であり、ありとあらゆる食べ物を嬉しそうに食している。自動車や戦闘機など速く動くものが好き。また、 猫も好きだが、猫アレルギーである。
アパートに併設された古本屋で働いており、本を好きなあまり食べてしまうこともある。
脚本と舞台の両方を担当している。
柊 真雪（ひいらぎ まゆき）
声 - 小倉唯
学年 - 高等部2年生 / 血液型 - O型 / 誕生日 - 12月24日 / 星座 - やぎ座 / 身長 - 139cm / 体重 - 34kg
ひととせ荘の住人で、アパートに併設された喫茶店で働いている。ひな子の先輩の高校2年生。金髪碧眼のロングヘアーで左側頭部に短いサイドテールがある。体格は小柄で子供に間違われることもあるが、本人は子供扱いされることを嫌う。強気でしっかり者な性格。メイド服を着ていることが多く、フリフリの服が好き。料理が上手で家事全般も得意。
器用でダンスが上手いが恥ずかしがり屋であるため、舞台には立たずに裏方の仕事を担当している。アニメ11話では母親（声 - 岸本百恵）が登場している。
萩野 千秋（はぎの ちあき）
声 - 東城日沙子、遠藤璃菜（幼少期）
学年 - 高等部2年生 / 血液型 - B型 / 誕生日 - 10月1日 / 星座 - てんびん座 / 身長 - 169cm / 体重 - 55kg
ひととせ荘の大家で、真雪の同級生。藤宮女子高校の演劇部の元部員。黒色のショートヘアーで左側に×マークの髪留めをしている。背が高くスタイルが良い。舞台役者の父親（声 - 佐々健太）の娘で、4歳から舞台に立っていた。普段はクールな性格だが、舞台に立つと表情が豹変する。
演劇界では有名であり、彼女へのファンも多い。
絵画のセンスが独特。
中島 ゆあ（なかじま ゆあ）
声 - 高野麻里佳
学年 - 高等部1年生 / 血液型 - A型 / 誕生日 - 5月10日 / 星座 - おうし座 / 身長 - 158cm / 体重 - 45kg
ひな子のクラスメイト。前髪ぱっつんの黒色のロングヘアーに水玉の髪留めをしており、黒色のニーソックスを履いている。演劇の練習では、半袖体操服、濃紺ブルマ、白い靴下で練習をしている。一人称は「ゆあ」もしくは「ゆあ様」。勝気な性格で、ひな子を一方的にライバル視している。千秋に憧れて藤宮女子高校に入学したのだが、彼女の前では弱気になる。わがままで高飛車な態度をとることが多いが、根は素直でとても優しい。将来の夢は女優。
ひな子のネガティブな性格や千秋と絡んでいることが気に入らない為ことあるごとに彼女に絡み、自分がいいところを見せようとしている。
ユズという名の妹と、優花（ゆか）という名の姉がいる。
黒柳 ルリ子（くろやなぎ ルリこ）
声 - 吉田有里
学年 - 小学4年生 / 血液型 - AB型 / 誕生日 - 8月7日 / 星座 - しし座 / 身長 - 140cm / 体重 - 35kg
藤宮女子高校の演劇部の顧問。小学4年生（ただし、家庭教師を雇っているため、学校には通っていない）。お嬢様口調で話し、ひまわりのカチューシャをつけている。飄々とした性格。
9歳ながら大人顔負けの演劇力で、「百年に一人の逸材」と言われる有名な天才子役。顧問としての自信とモチベーションを喪失しかけてヨーロッパへ修行に行き演劇部を休部にしていたのだが、文化祭の1ヶ月前に戻ってきた。アニメ10話では母親（声 -  井上喜久子）が登場している。
猫屋敷 みや（ねこやしき みや）
学年 - 中等部3年生
ひなこの大ファン、ひなこをストーキングしている。実家は猫カフェを経営しているが、猫には嫌われている。
八木沢 栞（やぎさわ しおり）
学年 - 中等部3年生
みやの親友。くいなと同じく本の虫だが、恥ずかしがり屋。

## 書誌情報
- 三月『ひなこのーと』 KADOKAWA〈MFC キューンシリーズ〉、全7巻
  1. 2015年8月31日発行（2015年8月27日発売[6]）、ISBN 978-4-04-067745-3
  2. 2016年8月31日発行（2016年8月27日発売[7]）、ISBN 978-4-04-068446-8
  3. 2017年3月31日発行（2017年3月27日発売[8]）、ISBN 978-4-04-069102-2
  4. 2017年5月27日発売[9]、ISBN 978-4-04-069164-0
    - 『ラジオCD付き限定版』 同日発売[10]、ISBN 978-4-04-069162-6

  5. 2018年12月27日発売[11]、ISBN 978-4-04-065413-3
  6. 2020年3月27日発売[12]、 ISBN 978-4-04-064359-5
  7. 2021年3月27日発売[13]、ISBN 978-4-04-680193-7

## テレビアニメ
2016年8月にテレビアニメ化が発表され、2017年4月より6月まで放送された。コミックキューン原作のアニメとしては初の30分枠放送作品である。キャッチコピーは「元かかし少女の演劇コメディ!」。

### スタッフ
- 原作 - 三月
- 総監督 - 高橋丈夫
- 監督 - 喜多幡徹
- チーフディレクター - さんぺい聖
- シリーズ構成 - 浦畑達彦
- キャラクターデザイン - 植田和幸
- サブキャラクターデザイン - 柳沢まさひで
- プロップデザイン - 菊池勉、児玉裕之
- 美術設定・美術監督 - 中村嘉博、本多敬
- 色彩設計 - 松山愛子
- 撮影監督 - 小池里恵子
- CG監督 - 高木翼
- 編集 - 丹彩子
- 音響監督 - 稲葉順一
- 音響制作 - Ai Addiction
- 音楽 - 橋本由香利
- 音楽制作 - KADOKAWA
- 音楽プロデューサー - 若林豪、山森篤
- プロデューサー - 田中翔、山本匠、礒谷徳知、山田一五、黒崎祐貴
- アニメーションプロデューサー - 西藤和広、林瑛介
- アニメーション制作 - パッショーネ
- プロデュース - アニマアンドカンパニー
- 製作 - ひなこのーと製作委員会

### 主題歌
「あ・え・い・う・え・お・あお!!」
桜木ひな子（M・A・O）、夏川くいな（富田美憂）、柊真雪（小倉唯）、萩野千秋（東城日沙子）、中島ゆあ（高野麻里佳）で構成された「劇団ひととせ」によるオープニングテーマ。作詞・作曲は松浦勇気、編曲は睦月周平。
「かーてんこーる!!!!!」
劇団ひととせによるエンディングテーマ。作詞・作曲は宮原康平、編曲は久下真音。
「SHINING STAR」
桜木ひな子（M・A・O）による第4話挿入歌。作詞は稲葉エミ、作曲・編曲は百石元。

### 各話リスト
| 話数   | サブタイトル                 | 脚本     | 絵コンテ          | 演出                         | 作画監督                                                                                   | 総作画監督                                                        |
| ------ | ---------------------------- | -------- | ----------------- | ---------------------------- | ------------------------------------------------------------------------------------------ | ----------------------------------------------------------------- |
| 第1話  | とくぎは、かかしです         | 浦畑達彦 | 高橋丈夫          | 末田宜史                     | 石原恵治、近藤源一郎、橋本英樹 早坂皐月、鶴田愛、小川エリ 佐々木政勝                       | 植田和幸                                                          |
| 第2話  | ここからはじまる             | 浦畑達彦 | 喜多幡徹          | 重原克也                     | 満若たかよ、宮地聡子、早坂皐月 中山初絵、橋本英樹、依田正彦                                | 近藤源一郎、満若たかよ                                            |
| 第3話  | ともだちかんちがい           | 加茂靖子 | 龍輪直征 喜多幡徹 | 鈴木裕輔                     | 萩原省智、清水拓磨、清水勝祐 野道佳代                                                      | 植田和幸、石原恵治、早坂皐月 中武学、近藤源一郎、満若たかよ       |
| 第4話  | かかしひろいん               | 浦畑達彦 | 中野典克 喜多幡徹 | 江副仁美                     | 小林明美、櫻井祐哉、窪敏                                                                   | 近藤源一郎、満若たかよ、早坂皐月                                  |
| 第5話  | やさしくないやさしいこ       | 冨田頼子 | あきとし          | 依田正彦 滝川和男 藤沢奈々子 | 大塚八愛、吉田和香子、鶴田愛 小林史緒里                                                    | 植田和幸、近藤源一郎、石原恵治 早坂皐月、満若たかよ               |
| 第6話  | めいどとおばけとゆめのぶたい | 浦畑達彦 | 高橋丈夫          | 龍輪直征                     | 橋本英樹、鶴田愛、櫻井祐哉 宮地聡子、清水勝祐、平馬浩司 青木真理子、福島達也               | 植田和幸、近藤源一郎、満若たかよ 石原恵治                         |
| 第7話  | まよえるみずぎ               | 加茂靖子 | 高橋成世          | 長山延好                     | 城紀史、鷲田敏弥、及川春香 熊谷香代子                                                      | 植田和幸、近藤源一郎、石原恵治 早坂皐月、満若たかよ               |
| 第8話  | がんばりすぎて               | 冨田頼子 | 山本裕介          | 森義博                       | 梶浦紳一郎、吉田尚人、桜井このみ                                                           | 植田和幸、近藤源一郎、石原恵治 早坂皐月、満若たかよ、柳沢まさひで |
| 第9話  | がっしゅくします             | 浦畑達彦 | 中野典克          | 備前克彦                     | 池内直子                                                                                   | 植田和幸、近藤源一郎、石原恵治 早坂皐月、満若たかよ               |
| 第10話 | ぱぱぱれーど                 | 浦畑達彦 | 高橋成世 高橋丈夫 | 龍輪直征                     | 石原恵治、清水勝祐、宮地聡子 鶴田愛、窪敏、佐々木政勝 橋本英樹、苗木陽子、田中萌           | 植田和幸、近藤源一郎、石原恵治 早坂皐月、満若たかよ               |
| 第11話 | ゆくとしくるとし             | 加茂靖子 | 小島正幸          | 長山延好                     | 門智昭、渡部裕子、田之上慎 鷲田敏弥、及川春香、熊谷香代子                                  | 植田和幸、近藤源一郎、石原恵治 早坂皐月、満若たかよ               |
| 第12話 | あこがれのばしょ             | 浦畑達彦 | 高橋成世          | 依田正彦 喜多幡徹            | 橋本英樹、鶴田愛、青木真理子 鎌田均、佐藤このみ、清水勝祐 宮地聡子、野口和夫、海棠ヒロユキ | 植田和幸、近藤源一郎、石原恵治 早坂皐月、満若たかよ               |

### 放送局
| 放送期間                | 放送時間                     | 放送局      | 対象地域 | 備考                      |
| ----------------------- | ---------------------------- | ----------- | -------- | ------------------------- |
| 2017年4月7日 - 6月23日  | 金曜 21:00 - 21:30           | AT-X        | 日本全域 | CS放送 / リピート放送あり |
|                         | 金曜 23:00 - 23:30           | BS11        | 日本全域 | BS放送 / 『ANIME+』枠     |
| 2017年4月8日 - 6月24日  | 土曜 1:40 - 2:10（金曜深夜） | TOKYO MX    | 東京都   |                           |
| 2017年4月9日 - 6月25日  | 日曜 1:30 - 2:00（土曜深夜） | KBS京都     | 京都府   |                           |
| 2017年4月10日 - 6月26日 | 月曜 2:05 - 2:35（日曜深夜） | テレビ愛知  | 愛知県   |                           |
|                         | 月曜 2:35 - 3:05（日曜深夜） | TVQ九州放送 | 福岡県   |                           |
|                         | 月曜 23:30 - 火曜 0:00       | サンテレビ  | 兵庫県   |                           |

| 配信開始日    | 配信時間           | 配信サイト |
| ------------- | ------------------ | --- |
| 2017年4月7日  | 金曜 23:00 - 23:30 | AbemaTV |
| 2017年4月14日 | 金曜 0:00 更新     | GYAO! [ 18 ] フジテレビオンデマンド ビデオマーケット [ 19 ]                                                                                      |
|               | 金曜 10:00 更新    | DMM.com |
|               | 金曜 12:00 更新    | dアニメストア 楽天SHOWTIME [ 21 ] ひかりTV バンダイチャンネル [ 22 ] hulu U-NEXT [ 23 ] アニメ放題 J:COMオンデマンド ビデオパス ムービーフルplus |
| 2017年4月15日 | 土曜 0:00 更新     | ニコニコチャンネル |
|               | 土曜 0:30 - 1:00   | ニコニコ生放送 |
|               | 土曜 更新          | HAPPY!動画 |
| 2017年4月19日 | 水曜 12:00 更新    | PSビデオ |

### BD / DVD
| #         | タイトル                                                       | 作詞         | 作曲                      | 編曲                      | 時間  |
| --------- | -------------------------------------------------------------- | ------------ | ------------------------- | ------------------------- | ----- |
| 1.        | 「Precious Memories」(歌：桜木ひな子（M・A・O）)               | モリタコータ | 原とも也                  | ラムシーニ 原とも也       | 4:39  |
| 2.        | 「Precious Memories（instrumental）」                          |              |                           |                           | 4:39  |
| 3.        | 「テイスティング・ストーリー」(歌：夏川くいな（富田美憂）)     | 真崎エリカ   | 矢鴇つかさ（Arte Refact） | 矢鴇つかさ（Arte Refact） | 3:58  |
| 4.        | 「テイスティング・ストーリー（instrumental）」                 |              |                           |                           | 3:58  |
| 5.        | 「あ・え・い・う・え・お・あお!!」(歌：桜木ひな子（M・A・O）)  | 松浦勇気     | 松浦勇気                  | 睦月周平                  | 3:33  |
| 6.        | 「あ・え・い・う・え・お・あお!!」(歌：夏川くいな（富田美憂）) | 松浦勇気     | 松浦勇気                  | 睦月周平                  | 3:33  |
| 7.        | 「かーてんこーる!!!!!」(歌：桜木ひな子（M・A・O）)             | 宮原康平     | 宮原康平                  | 久下真音                  | 3:42  |
| 8.        | 「かーてんこーる!!!!!」(歌：夏川くいな（富田美憂）)            | 宮原康平     | 宮原康平                  | 久下真音                  | 3:40  |
| 合計時間: | 合計時間:                                                      | 合計時間:    | 合計時間:                 | 合計時間:                 | 31:42 |

| #         | タイトル                                                       | 作詞             | 作曲      | 編曲      | 時間  |
| --------- | -------------------------------------------------------------- | ---------------- | --------- | --------- | ----- |
| 1.        | 「Sweet A La Mode」(歌：柊真雪（小倉唯）)                      | 真崎エリカ       | 黒川陽介  | 黒川陽介  | 3:53  |
| 2.        | 「Sweet A La Mode（instrumental）」                            |                  |           |           | 3:53  |
| 3.        | 「ドラマチックデイズ」(歌：萩野千秋（東城日沙子）)             | 長塚健斗（WONK） | 長塚健斗  | 久下真音  | 3:44  |
| 4.        | 「ドラマチックデイズ（instrumental）」                         |                  |           |           | 3:44  |
| 5.        | 「あ・え・い・う・え・お・あお!!」(歌：柊真雪（小倉唯）)       | 松浦勇気         | 松浦勇気  | 睦月周平  | 3:33  |
| 6.        | 「あ・え・い・う・え・お・あお!!」(歌：萩野千秋（東城日沙子）) | 松浦勇気         | 松浦勇気  | 睦月周平  | 3:33  |
| 7.        | 「かーてんこーる!!!!!」(歌：柊真雪（小倉唯）)                  | 宮原康平         | 宮原康平  | 久下真音  | 3:42  |
| 8.        | 「かーてんこーる!!!!!」(歌：萩野千秋（東城日沙子）)            | 宮原康平         | 宮原康平  | 久下真音  | 3:39  |
| 合計時間: | 合計時間:                                                      | 合計時間:        | 合計時間: | 合計時間: | 29:41 |

| #         | タイトル                                                       | 作詞       | 作曲       | 編曲       | 時間  |
| --------- | -------------------------------------------------------------- | ---------- | ---------- | ---------- | ----- |
| 1.        | 「ときめきゆあはーと」(歌：中島ゆあ（高野麻里佳）)             | 真崎エリカ | ラムシーニ | ラムシーニ | 4:40  |
| 2.        | 「ときめきゆあはーと（instrumental）」                         |            |            |            | 4:40  |
| 3.        | 「爛漫ロード」(歌：黒柳ルリ子（吉田有里）)                     | 榎本真弓   | 大岡賢人   | 大岡賢人   | 4:43  |
| 4.        | 「爛漫ロード（instrumental）」                                 |            |            |            | 4:43  |
| 5.        | 「あ・え・い・う・え・お・あお!!」(歌：中島ゆあ（高野麻里佳）) | 松浦勇気   | 松浦勇気   | 睦月周平   | 3:34  |
| 6.        | 「かーてんこーる!!!!!」(歌：中島ゆあ（高野麻里佳）)            | 宮原康平   | 宮原康平   | 久下真音   | 3:41  |
| 合計時間: | 合計時間:                                                      | 合計時間:  | 合計時間:  | 合計時間:  | 26:01 |

### CD
| #         | タイトル                                                            | 作詞      | 作曲      | 編曲      | 時間  |
| --------- | ------------------------------------------------------------------- | --------- | --------- | --------- | ----- |
| 1.        | 「あ・え・い・う・え・お・あお!!」(歌：劇団ひととせ)                | 松浦勇気  | 松浦勇気  | 睦月周平  | 3:33  |
| 2.        | 「一緒に帰ろう」(歌：桜木ひな子（M・A・O）、夏川くいな（富田美憂）) | 中村陽一  | 中村陽一  | 設楽哲也  | 4:52  |
| 3.        | 「あ・え・い・う・え・お・あお!!（instrumental）」                  |           |           |           | 3:33  |
| 4.        | 「一緒に帰ろう（Instrumental）」                                    |           |           |           | 4:50  |
| 合計時間: | 合計時間:                                                           | 合計時間: | 合計時間: | 合計時間: | 16:48 |

| #         | タイトル                                                     | 作詞       | 作曲       | 編曲       | 時間  |
| --------- | ------------------------------------------------------------ | ---------- | ---------- | ---------- | ----- |
| 1.        | 「かーてんこーる!!!!!」(歌：劇団ひととせ)                    | 宮原康平   | 宮原康平   | 久下真音   | 3:41  |
| 2.        | 「しあわせ色」(歌：柊真雪（小倉唯）、萩野千秋（東城日沙子）) | 園田健太郎 | 園田健太郎 | 園田健太郎 | 4:40  |
| 3.        | 「かーてんこーる!!!!!（instrumental）」                      |            |            |            | 3:41  |
| 4.        | 「しあわせ色（Instrumental）」                               |            |            |            | 4:37  |
| 合計時間: | 合計時間:                                                    | 合計時間:  | 合計時間:  | 合計時間:  | 16:39 |

### Webラジオ
『ひなこのーと ラジオひととせ』は、2017年4月6日から6月29日まで音泉にて毎週木曜日に配信された番組。パーソナリティは夏川くいな役の富田美憂と柊真雪役の小倉唯。全13回。
ゲスト
- 第2回（4月13日） 東城日沙子
- 第7回（5月18日） 吉田有里
- 第9回（6月1日） 高野麻里佳
- 第13回（6月29日） M・A・O ※コメント出演
- 新規録りおろし（Vol.1）吉田有里
- 新規録りおろし（Vol.2）吉田有里、高野麻里佳

ラジオCD
発売元はタブリエ・コミュニケーションズ。
| 巻    | 発売日        | 規格品番       | 仕様                                                                         |
| ----- | ------------- | -------------- | ---------------------------------------------------------------------------- |
| Vol.1 | 2017年7月26日 | TBZR-0877/0878 | DISC1：新規録りおろしオーディオCD DISC2：CD-ROM（第1回 - 第7回をMP3で収録）  |
| Vol.2 | 2017年8月11日 | TBZR-0898/0899 | DISC1：新規録りおろしオーディオCD DISC2：CD-ROM（第8回 - 第13回をMP3で収録） |

### ユニットメンバー
1. 1 2  桜木ひな子（M・A・O）、夏川くいな（富田美憂）、柊真雪（小倉唯）、荻野千秋（東城日沙子）、中島ゆあ（高野麻里佳）